# Dicrodiplosis antennata
Dicrodiplosis antennata är en tvåvingeart som beskrevs av Ephraim Porter Felt 1912. Dicrodiplosis antennata ingår i släktet Dicrodiplosis och familjen gallmyggor.
Artens utbredningsområde är Maine. Inga underarter finns listade i Catalogue of Life.